# Juan José Flores

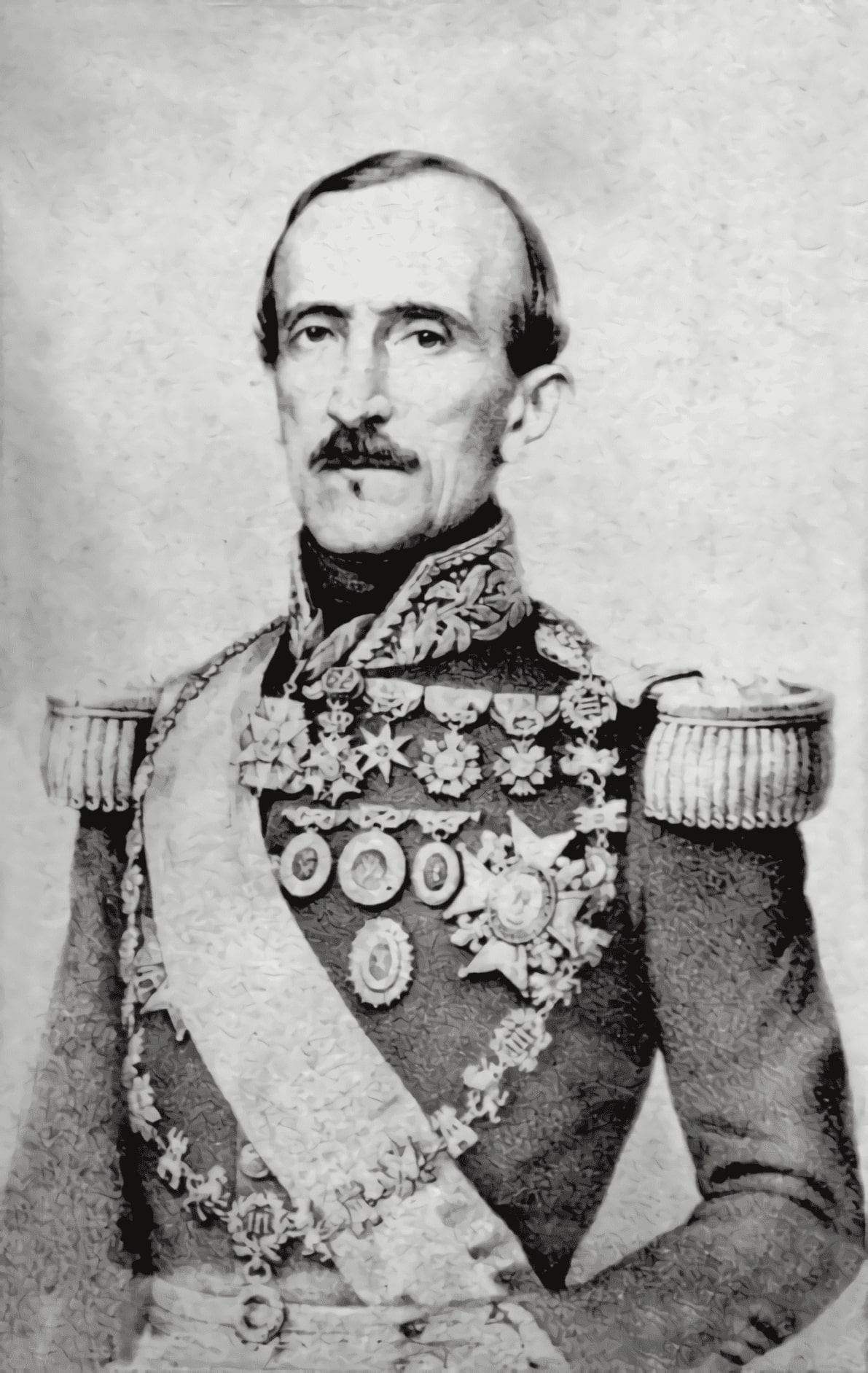
Juan José Flores

Juan José Flores (* 19. Juli 1800 in Puerto Cabello im heutigen Venezuela; † 1. Oktober 1864 vor der Isla de Puná) war der erste Präsident von Ecuador und bekam deshalb den Beinamen „Der Gründer der Republik“. Er hatte sein erstes Amt 1830–1834 inne und absolvierte später eine weitere Amtsperiode, von 1839–1843.

## Leben
Flores wurde im venezolanischen Puerto Cabello geboren, trat im Alter von 15 Jahren in die loyalistische Armee ein und wurde danach für die Kriegsführung Simón Bolívars tätig. Mit 23 Jahren wurde er Colonel. Nach seinem Sieg über peruanische Invasionskräfte im sogenannten Portete de Tarqui bei Cuenca wurde er 1829 zum General befördert. Seine Verwicklung in die Ermordung von Antonio José de Sucre am 4. Juni 1830 konnte nie bewiesen werden.
Als sich Ecuador am 13. Mai 1830 von Großkolumbien löste, wurde er zum Oberhaupt des neuen Staates, und dann am 24. August 1830 zum provisorischen Präsidenten Ecuadors ernannt, der, bis zur Ausarbeitung einer Verfassung, die Staatsgeschäfte führen sollte. Seine offizielle Amtszeit begann jedoch erst am 22. September 1830, elf Tage nach seiner Wahl zum konstitutionellen Präsidenten durch das Parlament in Riobamba. Diese Amtsperiode dauerte bis zum 10. September 1834, und war durch zahlreiche Unruhen gekennzeichnet. Flores wurde mit einer von Luis Urdaneta, einem Anhänger von Simón Bolívar, geführten Revolution konfrontiert, die den Ausstieg Ecuadors aus Großkolumbien verhindern wollte. Flores musste sich auch gegen einen Umsturzversuch durch Vicente Rocafuerte, einem Mitglied des ecuadorianischen Kongresses, zur Wehr setzen. Schließlich kamen die beiden zu einem Übereinkommen – Rocafuerte sollte der Nachfolger von Flores im Präsidentenamt werden und dieser im Gegenzug Oberbefehlshaber des Militärs. Ebenso bekämpfte Flores während dieser Amtszeit ab 1832 eine kolumbianische Invasionsarmee. Nachdem die Kämpfe 1834 wiederaufgeflammt waren, besiegte er sie schließlich am 18. Januar 1835 in Miñarica, nahe Ambato.
Flores’ zweite Amtszeit begann am 1. Februar 1839 und endete am 15. Januar 1843. Der Beginn dieser Amtsperiode war durch Frieden und sozialen Fortschritt gekennzeichnet – er stand zu seinen Zusagen von gerechter Regierung und Verteidigung der Freiheit. 1842 jedoch mischte er sich auf Bitte der kolumbianischen Regierung in die Politik von Neugranada (dem heutigen Kolumbien) ein, auch um seinen alten Widersacher José María Obando zu bekämpfen. Als er später gezwungen wurde, erneut zu intervenieren, wurde er von der kolumbianischen Armee angegriffen, und seine Popularität zu Hause begann zu sinken. Nachdem es dann bei den Wahlen 1842 zu Unregelmäßigkeiten gekommen war, drängte er darauf die Verfassung von 1835 zu annullieren. Die neue Verfassung, die schnell den Spitznamen „Carta de la esclavitud“ („Sklavereierklärung“) erhielt, erlaubte ihm, für eine dritte Amtsperiode an der Macht zu bleiben. Während dieser Amtszeit, die am 1. April 1843 begann, kämpfte Flores darum, an der Macht zu bleiben. Schließlich wurde er am 6. März 1845 durch eine von Vicente Rocafuerte und Vicente Ramón Roca geführte Rebellion gestürzt. Roca wurde dann der nächste Präsident von Ecuador.
Flores floh nach Peru, von wo aus er wiederholt politische Konspirationen gegen ecuadorianische Präsidenten unterstützte. In der Nationalen Krise von 1859/60, einem Bürgerkrieg in Ecuador, wurde er Feldherr seines ursprünglichen politischen Gegners, des klerikal-konservativen Gabriel García Moreno. Gemeinsam gingen sie siegreich aus dem Krieg hervor, García Moreno wurde zunächst provisorisches Staatsoberhaupt, dann verfassungsmäßiger Präsident. Flores wurde Gouverneur von Guayaquil. In einem kurzen Krieg mit Neugranada 1862 war er als Feldherr erneut aktiv, ebenso bei der Bekämpfung einiger Umsturzversuche gegen García Moreno.
Flores starb 1864 auf seinem Schiff, das an der Isla de Puná im Golf von Guayaquil angelegt hatte, an Harnvergiftung infolge eines akuten Nierenversagens.

## Ehrungen
Die Insel Floreana (Galápagos-Inseln) ist nach ihm benannt.